# Claudia Weber (Judoka)
Claudia Weber (* 6. November 1967 in Frechen) ist eine ehemalige deutsche Judoka, die im Schwergewicht oder in der offenen Klasse antrat. Sie war Weltmeisterschaftsdritte 1991 und zweimal Vizeeuropameisterin.

## Sportliche Karriere
Die 1,70 m große Claudia Weber war 1987 und 1989 Deutsche Einzelmeisterin im Schwergewicht, 1984 war sie Zweite und viermal Dritte. Weber begann beim Judo-Club Frechen, später kämpfte sie für TSV Bayer 04 Leverkusen, mit Leverkusen war sie 1989, 1990 und 1991 deutscher Mannschaftsmeister.
Ihre erste internationale Medaille war die Bronzemedaille mit der Mannschaft bei den Team-Europameisterschaften 1987. 1989 erreichte sie beim Weltcupturnier in Paris das Finale und wurde Zweite hinter der Niederländerin Angelique Seriese. Bei den Europameisterschaften 1989 belegte Weber im Schwergewicht nach Niederlagen gegen die Finnin Anne Åkerblom im Viertelfinale und die Polin Beata Maksymow im Kampf um Bronze den fünften Platz. 1990 belegte sie bei den Weltmeisterschaften der Studierenden den zweiten Platz im Schwergewicht und den dritten Platz in der offenen Klasse. 1991 erreichte sie erneut das Finale in Paris und wurde diesmal Zweite hinter der Südkoreanerin Mun Ji-yun. Bei den Europameisterschaften 1991 in Prag bezwang sie im Schwergewicht Anne Akerblom, Swetlana Gundarenko aus der Sowjetunion und im Halbfinale die Französin Christine Cicot, im Finale unterlag sie Beata Maksymow. Zwei Monate später trat sie bei den Weltmeisterschaften in Barcelona in der offenen Klasse an. Im Viertelfinale besiegte sie die Französin Nathalie Lupino, unterlag aber im Halbfinale der Chinesin Zhuang Xiaoyan. Gegen Angelique Seriese entschied sie den Kampf um eine Bronzemedaille für sich.
Bei den Deutschen Meisterschaften 1992 siegte Regina Sigmund vor Karin Kutz. Für die Europameisterschaften im Mai 1992 wurde Weber im Schwergewicht und Kutz in der offenen Klasse nominiert. Weber belegte hinter Swetlana Gundarenko den zweiten Platz, Kutz wurde Dritte in ihrem Wettbewerb. Im Juli 1992 fand in Barcelona die olympische Premiere des Frauenjudo statt, nach den Europameisterschaften wurde Claudia Weber nominiert. In ihrem ersten Kampf bezwang sie die amtierende Schwergewichts-Weltmeisterin Mun Ji-yun durch Kampfrichterentscheid (chui). Im Viertelfinale unterlag Weber der Japanerin Yōko Sakaue nach 2:57 Minuten durch Ippon. In der Hoffnungsrunde siegte Weber gegen die Brasilianerin Edilena Aparecida Andrade und die Ungarin Éva Gránitz. Nach ihrer Niederlage gegen Nathalie Lupino im Kampf um Bronze belegte Weber den fünften Platz. 1993 war Weber noch einmal mit der deutschen Mannschaft Dritte bei den Team-Europameisterschaften. 1994 gewann sie eine Bronzemedaille bei den Weltmeisterschaften der Studierenden in Münster. 1995 endete ihre internationale Karriere.